# 奇卡巴爾潟湖
14°47′N 91°40′W / 14.783°N 91.667°W

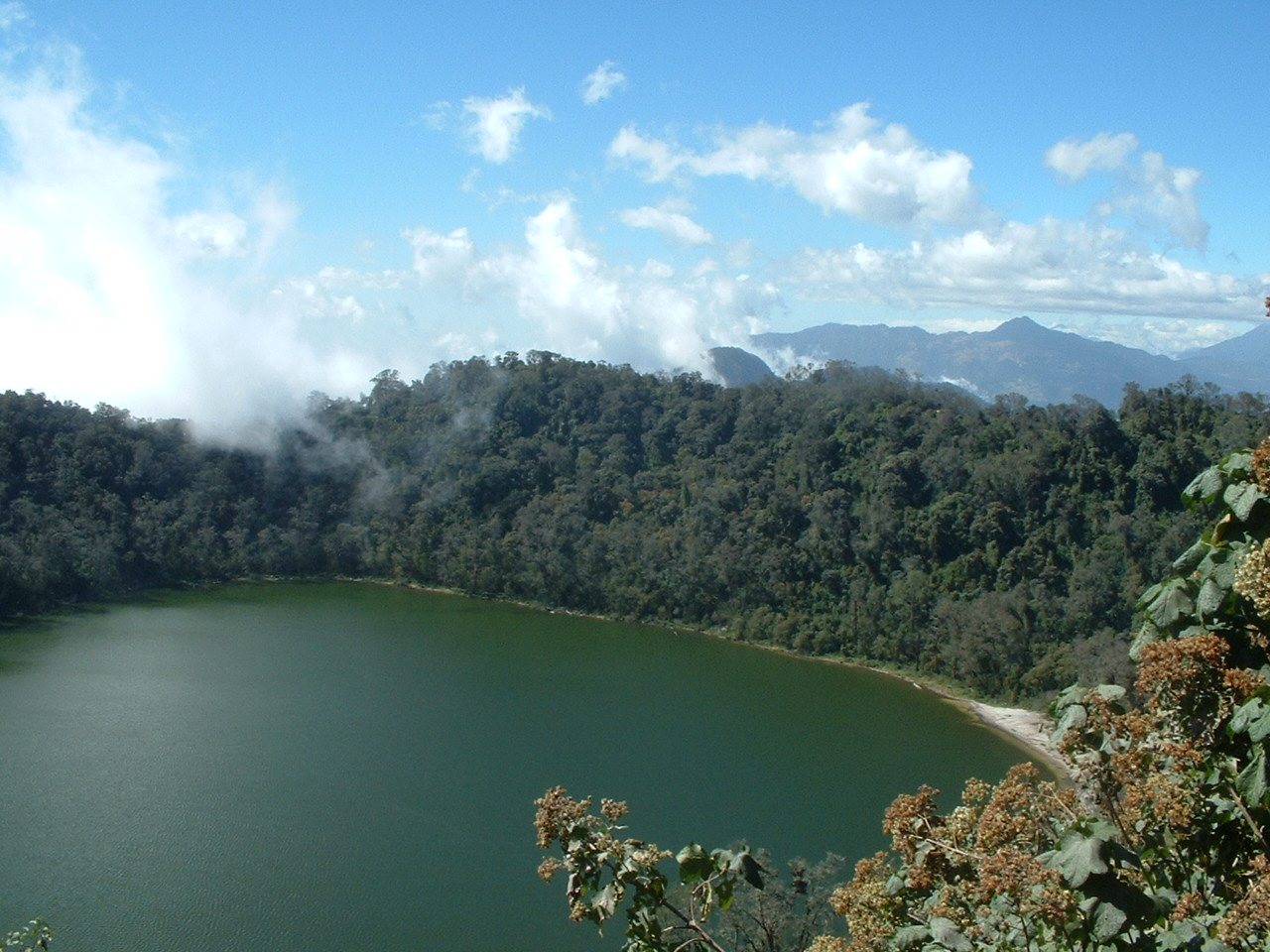

奇卡巴爾潟湖是危地馬拉的火山湖，位於該國西部，由克薩爾特南戈省負責管轄，寬0.57公里，海拔高度2,172米，最大水深331米，該湖被雲霧森林環繞。